# Butanoncyanhydrin
Butanoncyanhydrin ist das von Butanon abgeleitete Cyanhydrin. Natürlich kommt es als Intermediat in der Biosynthese des cyanogenen Glycosids Lotaustralin sowie als Intermediat bei dessen Abbau unter Freisetzung von Cyanwasserstoff vor.

## Herstellung
Butanoncyanhydrin kann ausgehend von Butanon gewonnen werden. Durch Umsetzung mit Trimethylsilylcyanid und Zinkiodid wird zunächst der Trimethylsilylether erhalten. Durch Hydrolyse mit Salzsäure wird das Butanoncyanhydrin erhalten.

## Vorkommen
Butanoncyanhydrin ist das Aglycon des cyanogenen Glycosids Lotaustralin. Dieses kommt beispielsweise in Flachs vor. Wird das Lotaustralin durch ein entsprechendes Enzym hydrolysiert, wird das Butanoncyanhydrin frei und kann wiederum in Butanon und Cyanwasserstoff zersetzt werden. Der Mechanismus der Cyanogenese ausgehend von Lotaustralin und über Butanoncyanhydrin kommt außerdem in Weißklee vor, in mehreren Arten der Gattung Hevea, in Maniok und in der Limabohne. Neben den genannten Pflanzen verfügen auch die Larven des Schmetterlings Sumpfhornklee-Widderchen über Lotaustralin und ein Enzym, um dieses zu Butanoncyanhydrin und Cyanwasserstoff abzubauen.

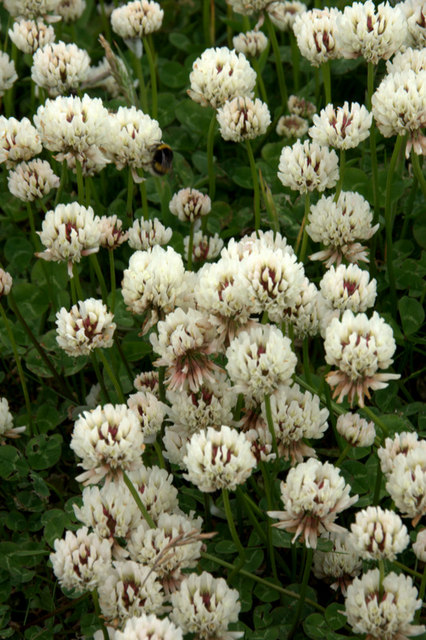
Weißklee
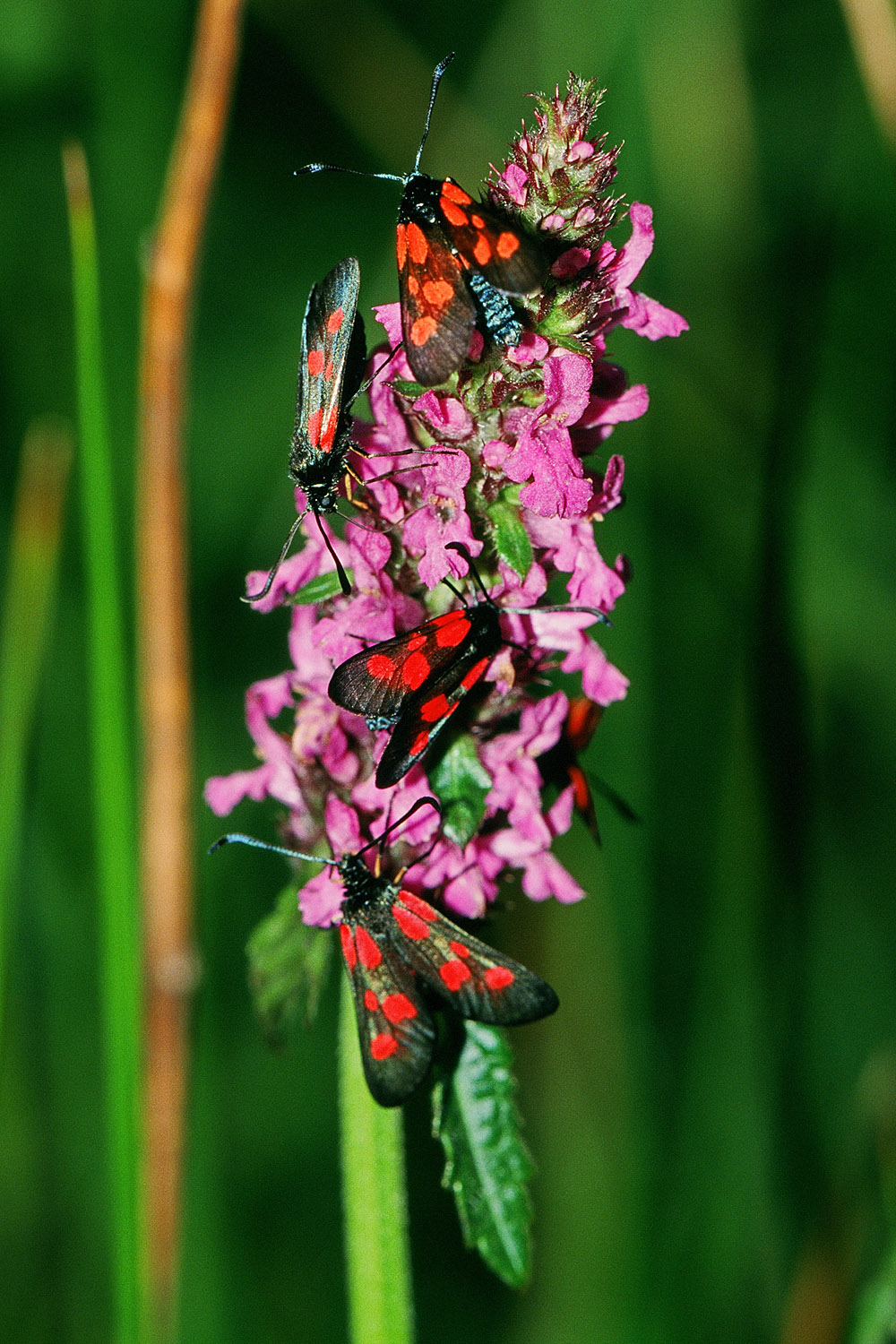
Sumpfhornklee-Widderchen

## Biosynthese
Butanoncyanhydrin ist ein Intermediat bei der Biosynthese von Lotaustralin. Der Mechanismus in Flachs wurde untersucht. Die Synthese geht von Isoleucin aus und verläuft wahrscheinlich über Isovaleraldoxim und Isovaleronitril.